# くるりんばす

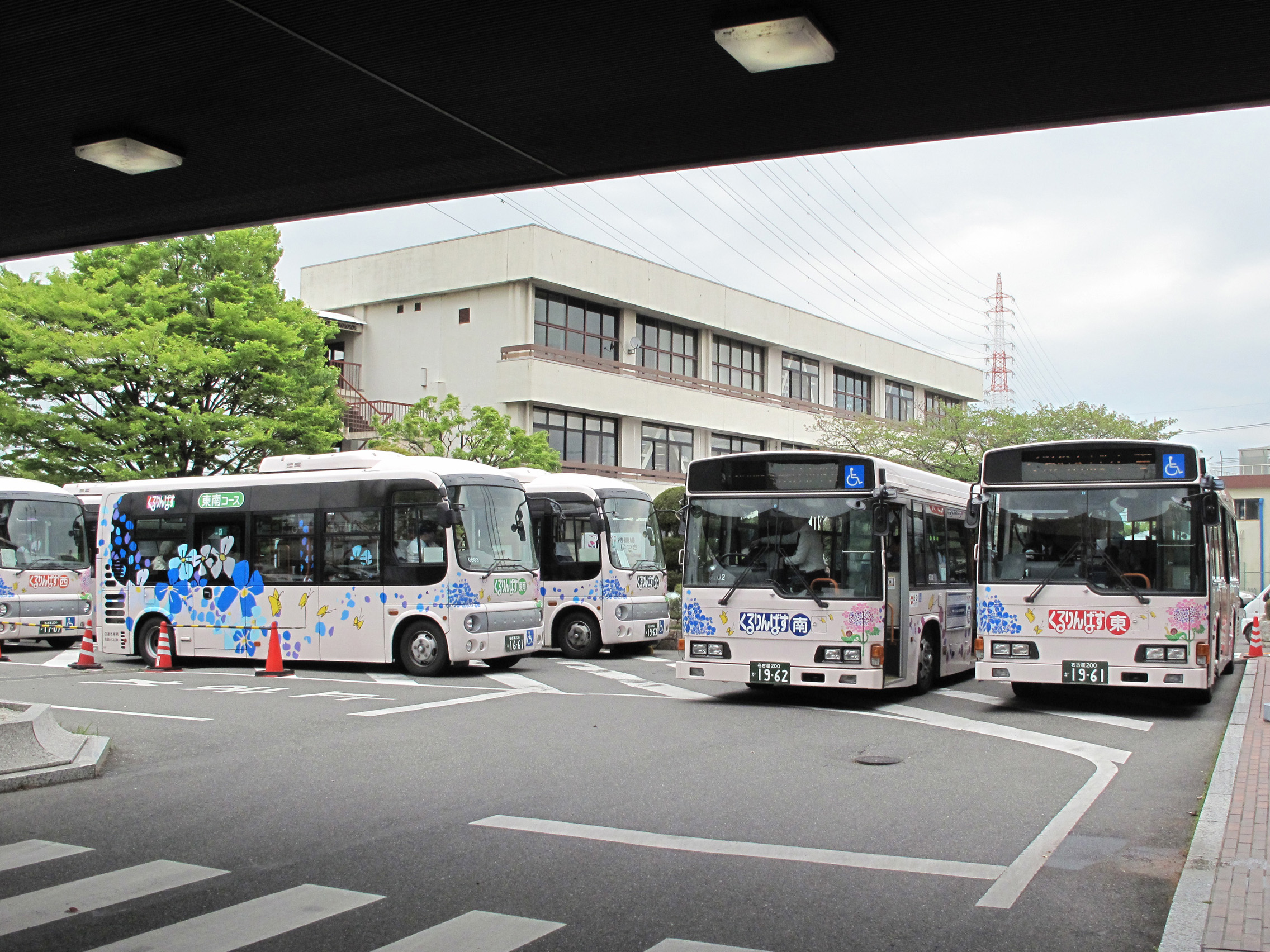
市役所バス停で待機中のくるりんばす。

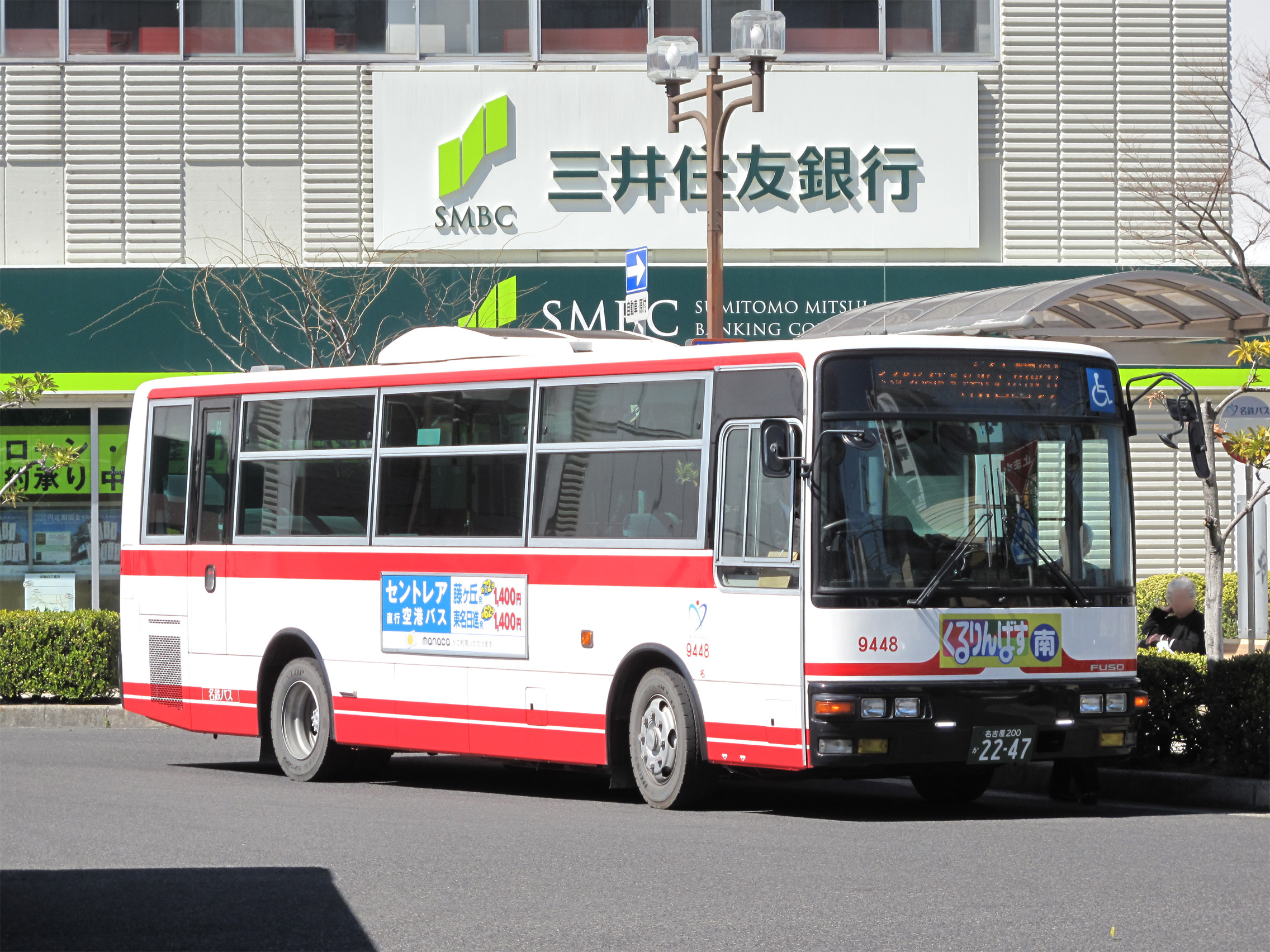
名鉄バス車両による代走。

くるりんばすは、愛知県日進市が運営するコミュニティバスである。正式名称は市内巡回バス。公募によって「くるりんばす」の愛称がつけられた。

## 運行形態
一部時間帯を除き、すべて市役所発着で赤池線・米野木線・三本木線・梅森線・五色園線・岩崎線・循環線の計7路線がある。
年末年始（12月31日 - 1月3日）を除く毎日運行。1996年（平成8年）から試行を重ね、1999年（平成11年）に本格運行を開始。その際、市民公募で「くるりんばす」と命名。2006年（平成18年）度には延べ42万人の利用があり、市民の足として親しまれている。
車両は日野・レインボーと日野・ポンチョで市が委託事業者名鉄バスに貸与し運行。定期検査等で専用車が使用できない場合は名鉄バスカラーの中型車・小型車が代走する。
名鉄豊田線 日進駅および米野木駅にて東郷町巡回バス：じゅんかい君、愛知高速交通東部丘陵線（リニモ） 長久手古戦場駅にて長久手市巡回バス：N-バス、名古屋市営バス「東名古屋病院」バス停にて幹星丘1系統（星ヶ丘 - 梅森荘）、幹本郷1系統（本郷 - 地下鉄平針）に乗り替えができる。
2009年（平成21年）4月1日より各コースに一部変更があり、また中央線が新設される。（中、南、西コースには時計回りも新設される。）
2016年（平成28年）3月1日よりバスロケーションシステムを導入し、バスの現在位置や遅れ時間などの運行状況がリアルタイムでわかるようになった。
中央線は、名鉄バスの路線であった愛知高速交通東部丘陵線（リニモ） 長久手古戦場駅から名鉄豊田線・名古屋市営地下鉄鶴舞線 赤池駅までが廃止されたための代行路線として運行してきたが、2017年（平成29年）4月1日より名鉄バスの路線に復帰している。
2017年（平成29年）4月1日より、現在の路線になった。2019年（平成31年）3月15日以降は、地元出身の人気声優である石田彰の声で、市内の観光スポット8か所（岩崎城・五色園・白山宮など）を紹介する車内音声案内を開始している。
2024年4月1日に大幅な再編を実施(詳細は後述)。

## 料金
料金は1乗車200円（循環線は100円）で、下記の方は無料。いずれも市内在住が条件。
- 中学生以下の子ども
- 身体障害者手帳・療育手帳・精神障害者保健福祉手帳の交付を受けている方と付き添い1名
- 介護保険法による介護認定（要支援も含む）を受けている方と付き添いの方1名
- 運転免許自主返納者無料パスカード[4]を持つ方
- ひとり親家庭等医療費受給者証を所持する方
- 障害者医療費受給者証を所持する方と付き添い1名
- 後期高齢者福祉医療費受給者証を所持する方と付き添い1名
- 自立支援医療費（精神通院医療）受給者証を所持する方と付き添い1名

市役所バス停で降車の際に乗り継ぎ券を運転手から受領することで、無料で他のコースへの乗り換えができる。
平日日中のみ、米野木駅での米野木線と三本木線の乗り換えに乗り継ぎ券を発行してもらうことが可能。
manaca・TOICA（相互利用の可能な交通系ICカードも含む）の使用が可能。ただしマイレージポイントは付かない。名鉄バスの定期券、回数券、バスカードは使用できない。
循環線のみ1乗車100円で、他のコースへの乗り継ぎ時は乗り継ぎ券と100円で降りることができる。また、他のコースから循環への乗り継ぎ時は乗り継ぎ券のみで降りることができる。
manacaまたはTOICA等の交通系ICカードを使用する場合、市役所バス停でのみ乗り換えが可能。タッチする前に乗り継ぎ券を受領する必要がある。
2017年（平成29年）4月より、1乗車200円（循環線は100円）になった。ちなみに2017年（平成29年）3月までは、1乗車100円（中央線は200円）だった。
2024年(令和6年)より、全路線200円になった。

## 回数券・定期券
100円券12枚つづり1000円の回数券や定期券（後述）も販売している。
どちらも、2017年（平成29年）4月から利用開始。しかし、高齢者定期券のみを1か月1000円、3か月3000円でくるりんばす車内・にぎわい交流館（日進市役所東隣）で販売していた。

### 販売場所
| 施設名             | 場所                                         |
| ------------------ | -------------------------------------------- |
| にぎわい交流館     | 日進市役所東隣                               |
| フィール日進店     | 日進駅南                                     |
| 鈴木米穀店         | 五色園2丁目                                  |
| めがねのウィズ     | MEGAドン・キホーテUNY香久山店（MIO香久山）1F |
| おりど病院         | 折戸町西田面                                 |
| プライムツリー赤池 | 赤池町箕ノ手                                 |
| 愛知国際病院       | 米野木町南山                                 |

### 定期券の料金
| 区分   | 1か月   | 3か月    | 6か月    |
| 一般   | 6,000円 | 17,000円 | 32,500円 |
| 学生   | 4,000円 | 11,000円 | 20,000円 |
| 高齢者 | 1,200円 | 3,000円  | 5,000円  |

## 路線一覧

### 1996年4月 - 2005年4月
- 不明

### 2005年4月 - 2009年3月
- 北コース
- 西コース
- 南コース
- 北コース
- 中コース
- 東南コース
- 南西コース

### 2009年4月 - 2017年3月31日
- 北コース
- 西コース
  - 右回り
  - 左回り
- 南コース
  - 右回り
  - 左回り
- 北コース
- 中コース
  - 右回り
  - 左回り
- 東南コース
- 南西コース
- 中央線

### 2017年4月1日 - 2021年12月30日
- 赤池線 
  - 基本的に日進駅始発[8]。主なバス停は日進駅・赤池駅・おりど病院[9]。

- 米野木線
  - 基本的に日進駅始発[8]。主なバス停は米野木駅・日進駅[10]。

- 三本木線
  - 日進市役所始発。主なバス停は米野木駅・三本木[11]。

- 梅森線
  - 日進市役所始発。主なバス停は赤池駅北[12]・香久山・東名古屋病院[13]。

- 五色園線
  - 日進市役所始発。主なバス停は長久手古戦場駅・五色園[14]。

- 岩崎線
  - 日進市役所始発。主なバス停は岩崎台・竹の山中[15]。

- 循環線
  - 日進市役所始発。ほかの路線は一周約1時間たが、この路線は一周約30分。主なバス停は日進駅・市民会館[16]。

### 2022年1月4日 - 2024年3月31日
- 赤池線 
  - 日進市役所始発。主なバス停は日進駅・赤池駅・おりど病院[9]。

- 米野木線
  - 日進市役所始発。主なバス停は米野木駅・日進駅[10]。

- 三本木線

- 梅森線

- 五色園線

- 岩崎線
  - 日進市役所始発。主なバス停は岩崎台・竹の山中。一部便は香久山中経由となる。なお、香久山中経由は名外大・名学芸大前を経由しない[17]。

- 循環線

### 2024年4月1日 -
大幅な路線再編とダイヤ改正を実施。各路線で「平日朝夕便」「平日昼間便」「土休日昼夕便」が設定され、需要に合わせてルート細部が変わる。同じ便でも右回りと左回りで経路が異なることもある。
- 赤池線
  - 市役所から市南西部を経由し、赤池駅・日進駅に停車して市役所に戻る。平日夕方の最終便は市役所に戻らず、日進駅発日進駅行きの循環となる。日進おりど病院やプライムツリー赤池へのアクセス路線でもある。

- 米野木線
  - 市役所から市南部の日東東山や藤島を経由し、日進駅・米野木駅に停車して市役所に戻る。平日と土休日の日中は循環せず、市役所と米野木駅の往復運行である。

- 三本木線
  - 市役所から東進し、日進ニュータウンや三ケ峯、名商大、南山エピック、愛知国際病院、米野木駅を経由する。米野木線と同様、平日と土休日の日中は循環せず、市役所と米野木駅の往復運行である。さらに平日の夕方は市役所に戻らず、米野木駅発着で前述の市東部を循環する。

- 梅森線
  - 市役所から市西部の香久山・梅森台、市南西部の赤池駅を経由する。平日と土休日の日中は循環せず、市役所と赤池駅の往復運行である。また平日日中のみ名古屋市名東区の東名古屋病院を経由する。

- 五色園線
  - 市役所から米野木駅を経由(一部便を除く)し、市北西部の五色園に向かう。五色園地域の事実上の最寄り駅は星ヶ丘駅である[注釈 2]が、当路線が比較的近距離にある長久手市の長久手古戦場駅に乗り入れており、通勤通学利用のほかイオンモール長久手への買い物利用もある。平日と土休日の日中は五色園の回り方と長久手古戦場駅を経由する順番などで3パターンの運行があり、複雑化している。平日夕方の最終便は米野木駅始発で五色園・長久手古戦場駅へ向かい、岩藤東で終点となる。

- 岩崎線
  - 市役所から市北西部の岩崎台・竹の山を経由する。平日朝夕のみ日進駅にも乗り入れる。平日の午後は市役所と北部福祉会館の往復運行になるほか、平日夕方の最終便は岩崎で終点となる。

- 循環線
  - 市役所発着で中心部を循環し、日進駅にも停車する。一部時間帯、南ケ丘南～藤塚六丁目間で東郷町を通過するが、停留所は設置されていない。

## 路線のロゴマーク
全線再編が行われた2017年（平成29年）4月から、全路線にロゴマークが設けられた。
- 赤池線
  - 夏祭りの提灯をイメージしている[18]。

- 米野木線
  - 御馬頭（おまんと）のうまをイメージしている[18]。

- 三本木線
  - 地名の由来の三本の木をイメージしている[18]。

- 梅森線
  - 地名の由来の梅の花をイメージしている[18]。

- 五色園線
  - 五色園が名所の桜をイメージしている[18]。

- 岩崎線
  - 岩崎城をイメージしている[18]。

- 循環線
  - 循環をイメージしている[18]。

## 沿革
- 1996年（平成08年）4月11日 - 公共施設巡回バスの試行運行を開始。路線は4コース。月曜・木曜・祝日運行で、料金は無料。
- 1997年（平成09年）4月01日 - 運行日を火曜日・木曜日（祝日も運行）に変更。
- 1999年（平成11年）4月06日 - 本格運行を開始。愛称を公募により「くるりんばす」と命名。運行日を火曜日・木曜日・日曜日に変更。
- 2001年（平成13年）5月01日 - 運行日を毎日運行に変更。有償化。路線は5コースとなり、市民会館発着から市役所発着に変更。
- 2005年（平成17年）
  - 4月11日 - 路線を再編し、7コースとなる。
  - 8月15日 - 東部丘陵線（リニモ） 長久手古戦場駅前広場に乗入れ開始。
- 2008年（平成20年）10月1日 - 新図書館開館に伴い、「図書館」停留所を新設。
- 2009年（平成21年）04月1日 - 中央線を新設し、8コースとなる。西・南・中コースで逆回り運行便を設定。
- 2010年（平成22年）04月1日 - 北コースが長久手古戦場駅に乗り入れ。
- 2011年（平成23年）04月1日 - ICカード乗車券manaca（マナカ）対応。
- 2017年（平成29年）04月1日 - 路線を再編し、再び7コースとなり、循環線を除き料金を200円に変更、中央線が名鉄バスの路線となる[1]。
- 2022年（令和04年）01月4日 - 赤池線、米野木線の起点を日進駅から日進市役所に変更。岩崎線の一部便を香久山中経由に変更[19]。